# Viktoria-Paradiesvogel
Der Viktoria-Paradiesvogel (Ptiloris victoriae) ist eine Art aus der Gattung der Reifelvögel (Ptiloris) innerhalb der Familie der Paradiesvögel (Paradisaeidae). Er gehört zu den wenigen Arten der Paradiesvögel, die ausschließlich zur Avifauna Australiens gehören.
Der Viktoria-Paradiesvogel lebt in Wäldern, wo er sich von Früchten und wirbellosen Tieren ernährt. Die prachtvolle, farbenfrohe und lautstarke Balz findet von Rufwarten aus statt. Die Männchen heben dabei die geöffneten Flügel so weit nach oben, bis sich die Federspitzen oberhalb ihres Kopfes berühren. Die Weibchen verpaaren sich mit nur wenigen dominanten Männchen. Für Nestbau und Jungenaufzucht ist das Weibchen allein verantwortlich. Es werden keine Unterarten unterschieden.
Die Art wurde bereits 1850 von John Gould erstmals wissenschaftlich beschrieben. Er benannte die Art nach der zur damaligen Zeit regierenden Queen Victoria. Die Art wird von der IUCN als nicht gefährdet eingestuft.

## Merkmale
Der Viktoria-Paradiesvogel ist mit einer Körperlänge von 21 bis 27 Zentimeter die kleinste Art der Reifelvögel. Männchen erreichen durchschnittlich eine Körperlänge von 25 Zentimeter und wiegen zwischen 91 und 199 Gramm. Weibchen bleiben mit einer durchschnittlichen Körperlänge von 23 Zentimeter etwas kleiner. Sie wiegen zwischen 77 und 96 Gramm. Bei beiden Geschlechtern ist der Schnabel leicht nach unten gebogen, bei den Weibchen ist allerdings die Krümmung etwas ausgeprägter. Es besteht ein ausgeprägter Geschlechtsdimorphismus. Es besteht eine große Ähnlichkeit mit dem etwas größeren Schild-Paradiesvogel.

### Männchen

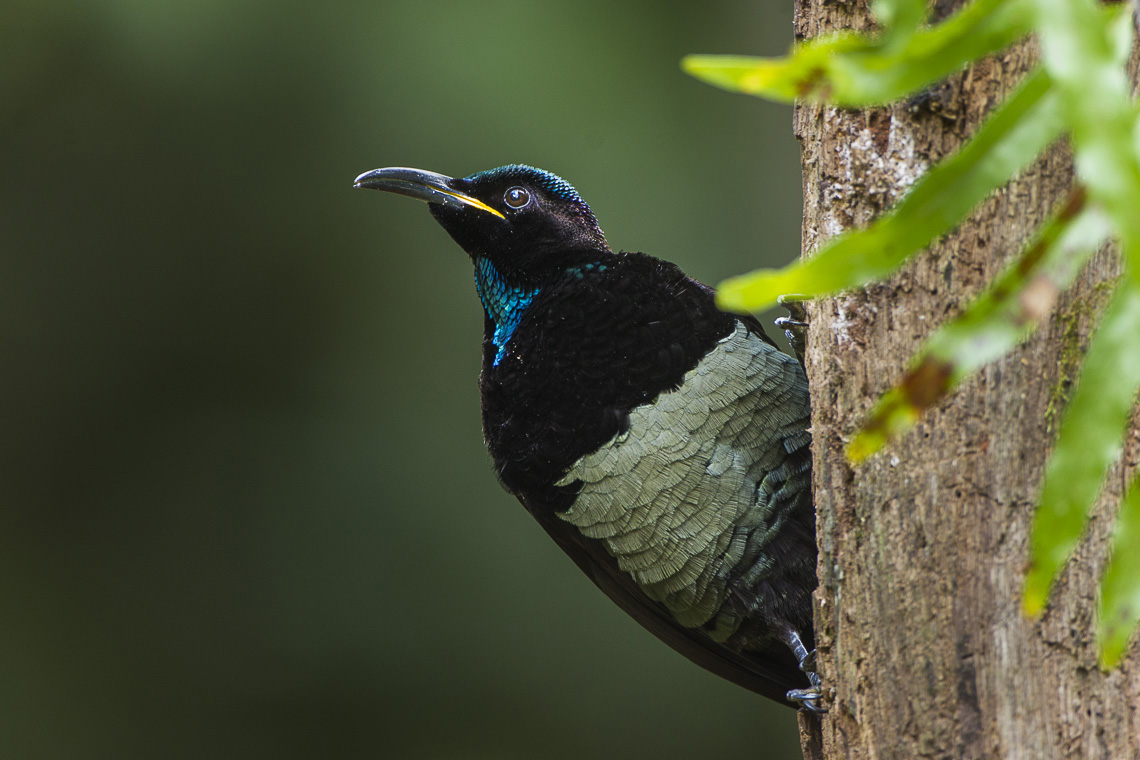
Männchen, Queensland

Das Männchen hat ein schwarzes Körperobergefieder, davon hebt sich die metallisch grünlich bis blaugrünlich glänzende Kappe ab. Sie erstreckt sich von der Mitte der Stirn über den Scheitel bis in den Nacken. Der Rest des Kopfes, der Nacken und die Körperoberseite schimmert bei bestimmten Lichteinfall leicht violett. Das Schwanzgefieder hat auf der Oberseite einen metallisch grünen bis bläulich-grünen Glanz. Die Kehle ist ebenfalls schwarz, hat jedoch einen metallisch blaugrün schimmernden Fleck. Der Bauch, der Bürzel und die Flanken sind abweichend von der ansonsten schwarzen Körperunterseite metallisch schimmernd olivgrün. Der Glanz ist besonders ausgeprägt auf dem Bürzel.
Der Schnabel ist schwarz und etwas kürzer als bei den Weibchen. Das Schnabelinnere ist leuchtend gelb, was bei rufenden Vögeln deutlich zu sehen ist.

### Weibchen

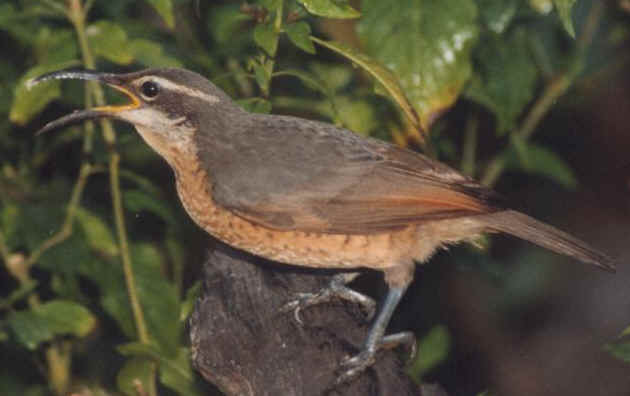
Weibchen

Beim Weibchen erstreckt sich die Kopfkappe von der Stirn bis in den hinteren Nacken. Die Kappe ist graubraun bis olivfarben mit einer kurzen cremefarbenen Strichelung. Sie wird begrenzt durch lange, schmale Überaugenstreifen, die an den Stirnseiten cremefarben sind zu einem blassen isabellfarben im Nacken eindunkeln. Die Kopfseiten und der Hals sind olivfarben mit einer feinen cremefarbenen Strichelung. Ein schmaler schwärzlicher Bartstreif beginnt an der Schnabelbasis und endet auf der Höhe der Wangen. Das Kinn und Kehle sind isabellfarben. Die Farbe ist am dunkelsten in der Kinn- und der Kehlmitte, an den Kehlseiten ist sie außerdem dunkelbraun getupft. Die Körperoberseite und der Schwanz sind olivfarben.
Die Körperunterseite ist rotbräunlich und weist ein dichtes Muster an kleinen pfeilförmigen Tropfen aus. Sie fehlen nur in der Mitte des unteren Bauches. Der untere Bereich der Flanken und die Schenkel sind fein quergebändert. Der Schwanz ist auf der Unterseite blassbraun.

### Jungvögel
Jungvögel gleichen unabhängig vom Geschlecht in ihrem ersten Lebensjahr dem Weibchen. Im zweiten Lebensjahr lassen sich männliche Jungvögel von den Weibchen durch den kürzeren und geraderen Schnabel unterscheiden. Weibchen im zweiten Lebensjahr lassen sich dagegen nicht mehr von den adulten Weibchen unterscheiden.
Ab dem dritten Lebensjahr beginnen die subadulten Männchen allmählich in das Gefieder der adulten Männchen zu wechseln. Sie haben zunächst ein überwiegend weibliches Gefieder, weisen jedoch zunehmend Körperstellen mit dem schwarzen Gefieder des ausgewachsenen Männchens auf.

## Verwechslungsmöglichkeiten
Der Viktoria-Paradiesvogel ist in seinem Verbreitungsgebiet mit kaum einer anderen Vogelart zu verwechseln. In den feuchten Regenwäldern des nordöstlichen Queensland ist er der einzige Paradiesvogel. Selbst bei schlechtem Licht ist er auf Grund seiner Größe und seines vergleichsweise schmalen Kopfes und des gebogenen Schnabels gut von anderen Arten zu unterscheiden. Der Schwarzohr-Laubenvogel hat allerdings einen ähnlichen Ruf wie der Viktoria-Paradiesvogel. Der Säulengärtner, der wie der Schwarzohr-Laubenvogel zu den Laubenvögeln gehört, ahmt nicht nur den Ruf des Viktoria-Paradiesvogels, sondern sogar Instrumentallaute wie dessen Flügelschwirren nach.

## Verbreitungsgebiet und Lebensraum

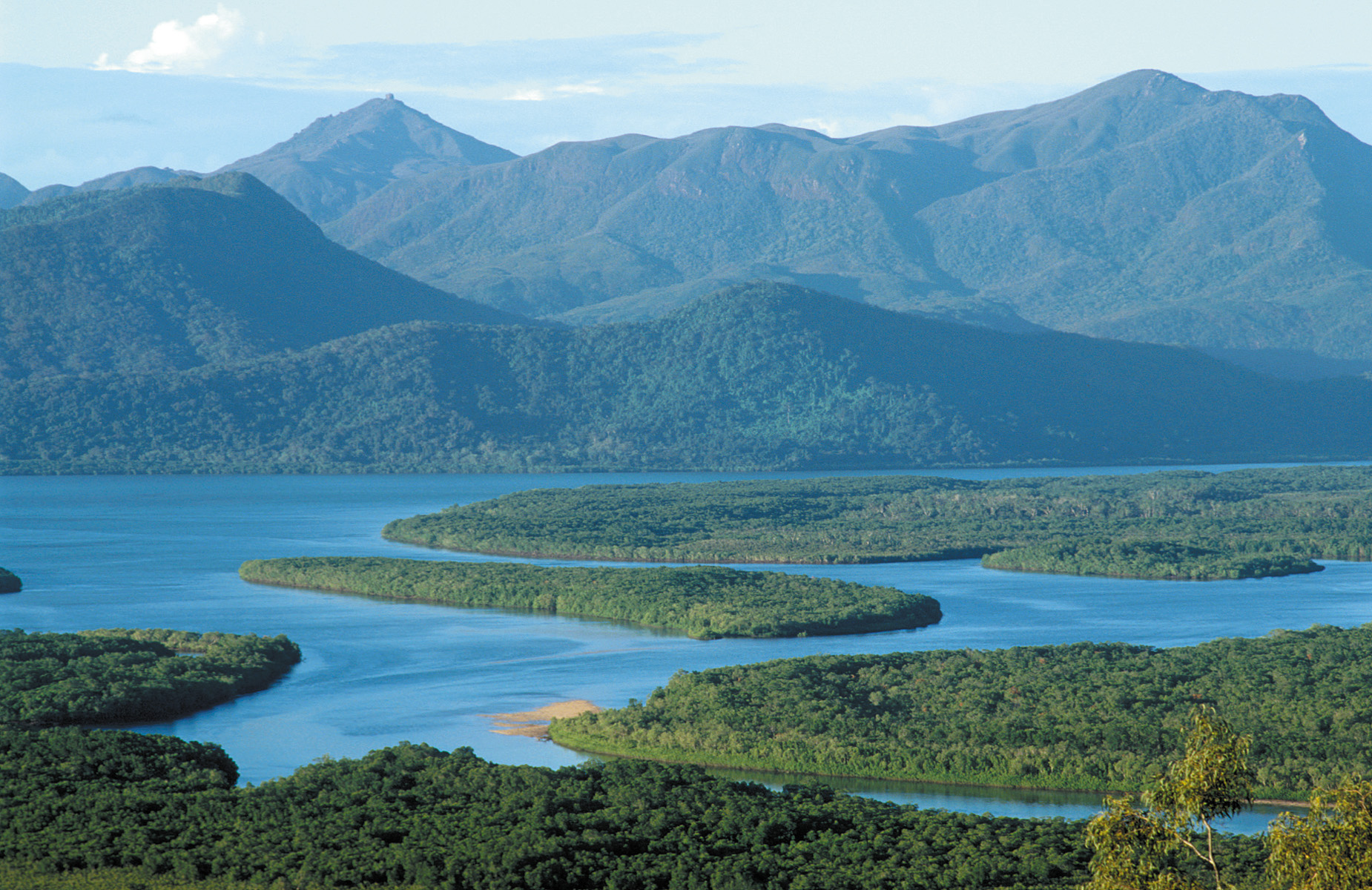
Hinchinbrook Island, eines der Verbreitungsgebiete des Viktoria-Paradiesvogels

Der Viktoria-Paradiesvogel kommt ausschließlich im Nordosten von Queensland vor. Das Verbreitungsgebiet begrenzt sich dort auf die Atherton Tablelands und erstreckt sich von Mount Amos im Süden bis zum Mount Elliot 30 Kilometer südlich von Townsville. Zum Verbreitungsgebiet gehört auch die Paluma Range. Er besiedelt auch einige der Küste vorgelagerte Inseln, darunter die Barnard Insel, Dunk Island, Goold Island und Hinchinbrook Island.
Der Lebensraum des Viktoria-Paradiesvogels sind überwiegend tropische Regenwälder. Er kommt aber auch in dicht bewachsenen Lebensräumen vor, die an Regenwetter angrenzen wie zum Beispiel feuchte Hartlaubwälder, Sumpfwälder und die Landseite von Mangrovenwälder. Außerhalb von Regenwäldern ist er vorwiegend im Winterhalbjahr anzutreffen.
Die Höhenverbreitung reicht von Tiefebenen bis in Höhenlagen von 1500 Metern.
Viktoria-Paradiesvögel sind überwiegend Standvögel, die nur außerhalb der Brutzeit in einem etwas größeren Gebiet umherstreifen. In den Atherton Tablelands hat man jedoch anhand von beringten Vögeln festgestellt, dass sie sich nicht weiter als 650 Meter von ihrem Brutrevier entfernen. In anderen Regionen hat man sie jedoch bis zu 10 Kilometer entfernt vom nächsten Regenwald auf Obstplantagen angetroffen.

## Allgemeine Lebensweise

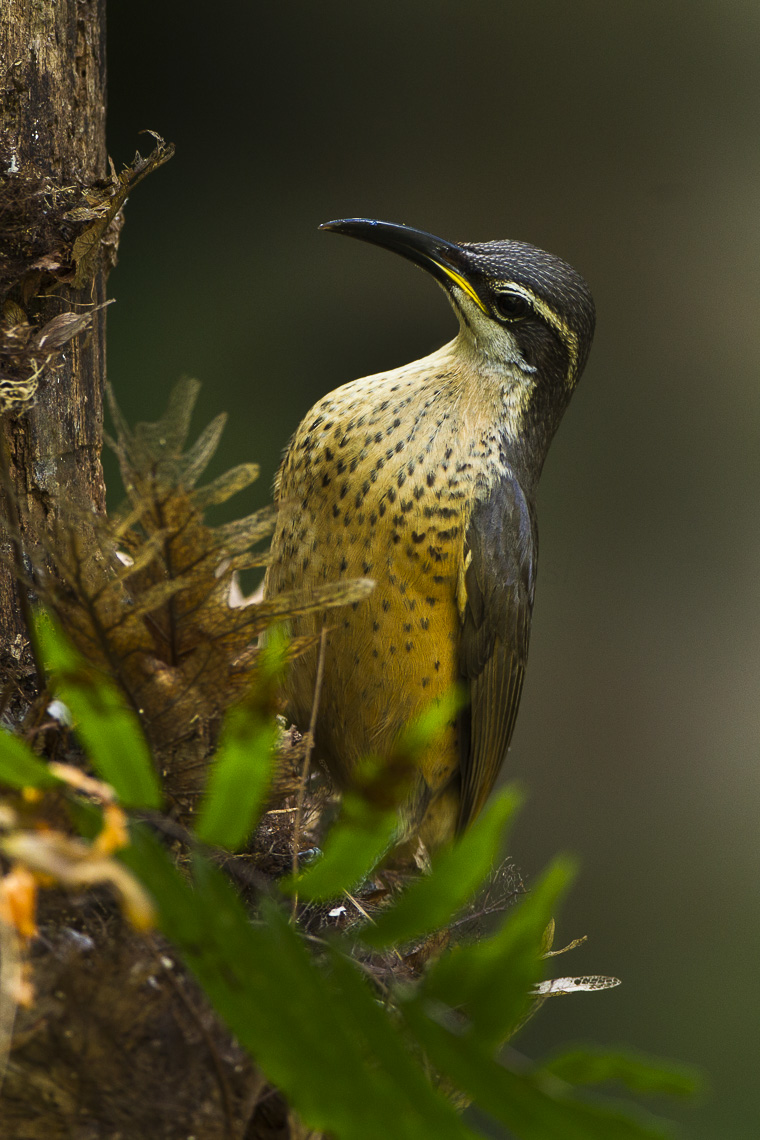
Weibchen, Lake Eacham

Viktoria-Paradiesvögel leben einzelgängerisch oder in Paaren. Nur gelegentlich versammeln sich in fruchttragenden Bäumen kleine Trupps. Er ist dann auch mit anderen Vogelarten wie Laubenvögeln und Fruchttauben vergesellschaftet. Außerhalb der Brutzeit sind gelegentlich auch Männchen vergesellschaftet, ohne dass es zwischen ihnen zu Aggressivitäten kommt.
Viktoria-Paradiesvögel leben überwiegend im Kronenbereich von Bäumen. Nur gelegentlich suchen sie auch auf dem Boden nach Nahrung.

## Nahrung
Viktoria-Paradiesvögel fressen überwiegend Wirbellose, daneben aber auch Früchte, sehr selten auch Sämereien. Der lange Schnabel gilt als eine Anpassung, die ihnen das Stochern in Rinde und Epiphyten erleichtert. In Zeiten, in denen ein sehr großes Angebot an Früchten besteht, decken sie den größten Teil ihres Nahrungsbedarfes mit Früchten.
Ihre Nahrung finden sie überwiegend im mittleren bis oberen Bereich von Baumkronen. Sie sind ausgesprochen agile Vögel und klettern an Baumstämme ähnlich wie Baumläufer. Sie hüpfen während der Nahrungssuche auch von Ast zu Ast und untersuchen mit ihrem Schnabel Epiphyten und Baumrinde nach Insekten. Sie nehmen während ihrer Nahrungssuche auch immer wieder Früchte. Häufig hängen sie kopfüber während sie nach Früchten picken. Zum Klettern setzen sie gelegentlich ähnlich wie ein Papagei auch Schnabel und Füße ein. Da sie während der Nahrungssuche auch Rindenstücke oder auf Ästen aufsitzende Orchideen abreißen, sind sie während ihrer Nahrungssuche häufig deutlich vernehmbar. Insbesondere durch die Vegetationsteile, die sie auf den Erdboden fallen lassen, können sie Beobachtern auffallen. Zu den Vögeln, mit denen sie vor allem im Winterhalbjahr vergesellschaftet sind, zählen Langschwanz-Fruchttauben, Königsfruchttauben, Seidenlaubenvögel und Schwarzohr-Laubenvögel. Andere Vogelarten wie Streifenpirole (Oriolus sagittatus) und Goldohr-Honigfresser (Meliphaga lewinii) werden dagegen von ihnen aus fruchttragenden Bäumen verjagt.

## Fortpflanzung

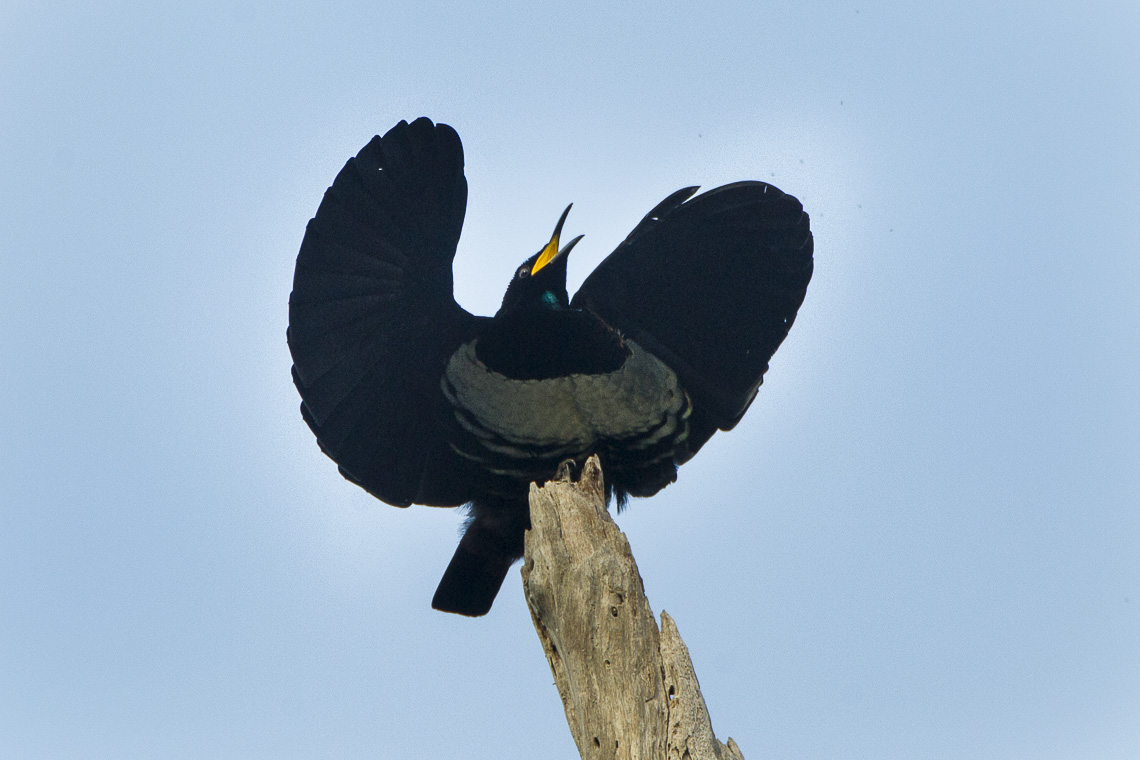
Auf einer Rufwarte balzendes Männchen

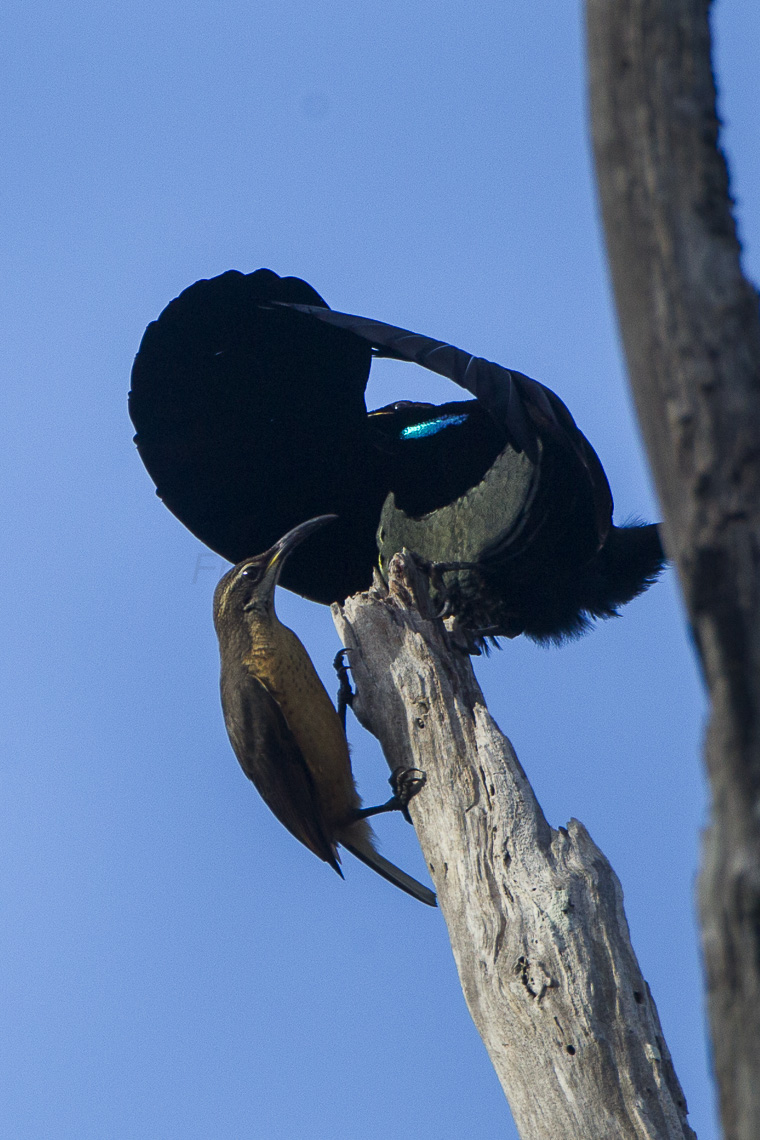
Ein Weibchen (links) nähert sich einem balzenden Männchen

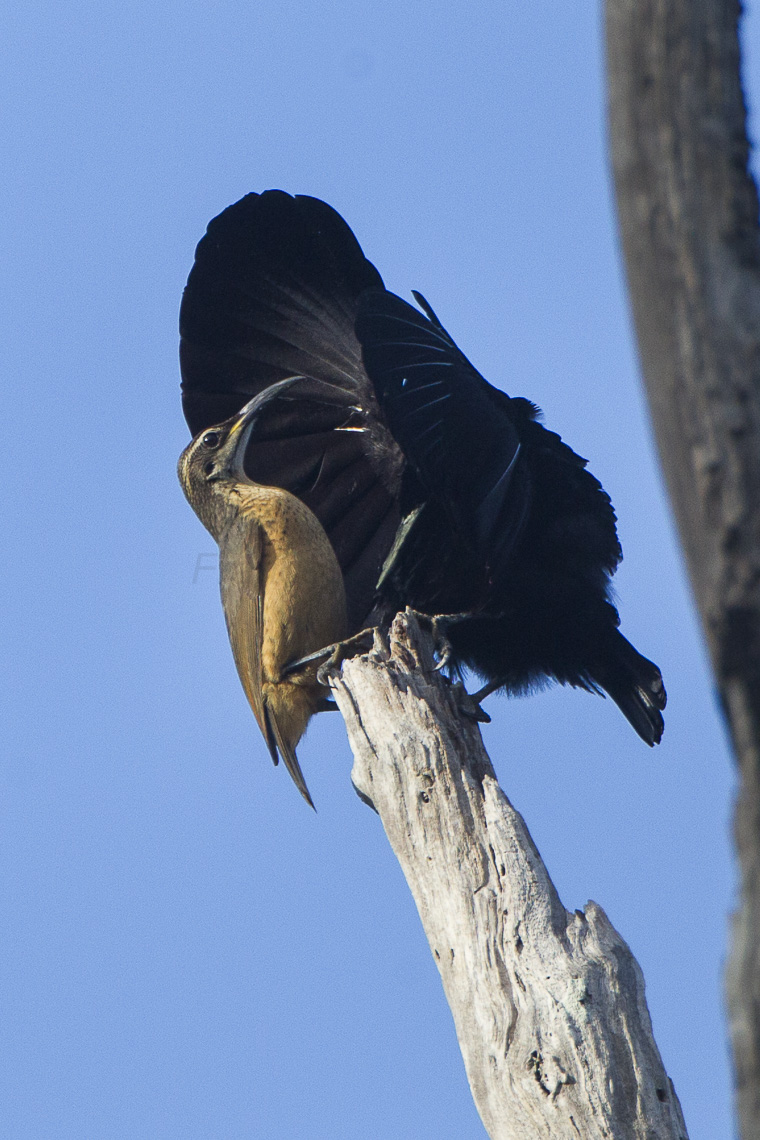
Das Weibchen steht dem Männchen direkt gegenüber

Die Männchen des Viktoria-Paradiesvogels sind polygyn, das heißt, sie paaren sich mit mehreren Weibchen. Das Weibchen baut alleine das Nest, bebrütet alleine das Gelege und zieht allein die Jungvögel auf. Die Männchen werben um die Weibchen, indem sie von bestimmten festen Rufwarten aus rufen. Die Balzzeit fällt in den Zeitraum von Juli bis Dezember.
Lange hat man unterstellt, dass die Männchen ein Revier verteidigen. Mittlerweile hat man jedoch beobachtet, dass die Männchen lediglich ihre Rufwarte verteidigen. In den Atherton Tablelands hatten einzelne Männchen bis zu fünf verschiedene Rufwarten innerhalb eines kleinen Kerngebietes, im Durchschnitt sind es allerdings nur 2,5 Rufwarten, die ein Männchen verteidigt. Das Kerngebiet, in dem sich die Männchen bewegen, ist durchschnittlich nicht größer als 1,4 Hektar. Nach jetzigem Wissensstand dulden sie in diesem Kerngebiet auch andere Männchen, die dort nach Nahrung suchen. Sie reagieren dagegen sofort auf die Rufe eines anderen balzenden Männchens, selbst wenn dieses mehr als 750 Meter weit entfernt sitzt. Sie dulden zu Beginn es auch, dass noch nicht geschlechtsreife Männchen auf ihren Rufwarten sitzen. Während des Höhepunkts der Balz werden die Jungvögel allerdings verjagt.
Die einzelnen Rufwarten der Männchen stehen mitunter nicht weiter als 30 Meter auseinander. Männchen kehren immer wieder zu diesen Kerngebieten zurück. In den Atherton Tablelands hat man ein Männchen beobachtet, das von 1988 bis 2002 immer wieder dasselbe Gebiet aufsuchte.
Nur die Männchen balzen. Bei Viktoria-Paradiesvögeln, die balzen und ein für Weibchen typisches Gefieder tragen, handelt es sich um männliche Jungvögel, die noch nicht umgefärbt sind.
Die Weibchen bauen die Nester im dichten Schlingpflanzengewirr. Der Nestrand ist häufig mit Teilen der Exuvie, der abgeworfenen Haut von Schlangen dekoriert. Identifiziert hat man Schlangenhaut von Rotbäuchiger Schwarzotter und Rautenpython. Möglicherweise soll die ausgelegte Schlangenhaut Fressfeinde abschrecken. Ein ähnliches Verhalten wird für den Schild-Paradiesvogel beschrieben.

## Lebensalter und Ortstreue
Viktoria-Paradiesvögel können sehr alt werden und anhand von Beringsfunden lässt sich auch nachweisen, dass sie sehr ortstreu sind. Ein ausgewachsenes Männchen, dass im Oktober 1988 im Yungaburra-Nationalpark beringt wurde, wurde am selben Ort fast neun Jahre später erneut gefangen. Ein anderes Männchen, dass bei seiner Beringung mindestens 3 Jahre und 3 Monate alt war, wurde 15 Jahre später von einer Hauskatze getötet.

## Viktoria-Paradiesvögel und Menschen
Populationszahlen sind durch ein großräumiges Abholzen von Wäldern bedroht. Große Teile seines Verbreitungsgebietes sind jedoch Nationalparks und stehen entsprechend unter strengem Schutz. Er wurde früher stark bejagt, weil die Federn in der Modeindustrie als Schmuck für Hüte verarbeitet wurden.
Viktoria-Paradiesvögel können an Futterstellen sehr zutraulich werden.
Konflikte mit Menschen entstehen heute, weil Viktoria-Paradiesvögel zum Fressen auch auf Obstplantagen einfallen und dort die Früchte fressen. Sie werden deshalb noch gelegentlich geschossen. Verwilderte Hauskatzen sind ein potentieller Fressfeind von Viktoria-Paradiesvögeln.

## Einzelbelege
1. 1 2 3   Handbook of the Birds of the World zum Viktoria-Paradiesvogel, aufgerufen am 22. April 2017
2. 1 2  Higgins, Peter & Cowling: Handbook of Australian, New Zealand & Antarctic Birds: Volume 7 Boatbill to Starlings, Part A: Boatbill to Larks. S. 643.
3. 1 2 3 4  Higgins, Peter & Cowling: Handbook of Australian, New Zealand & Antarctic Birds: Volume 7 Boatbill to Starlings, Part A: Boatbill to Larks. S. 644.
4. ↑  Clifford B. Frith, Dawn. W. Frith: The Bowerbirds - Ptilonorhynchidae. Oxford University Press, Oxford 2004, ISBN 0-19-854844-3, S. 317.
5. 1 2  Higgins, Peter & Cowling: Handbook of Australian, New Zealand & Antarctic Birds: Volume 7 Boatbill to Starlings, Part A: Boatbill to Larks. S. 646.
6. 1 2 3  Higgins, Peter & Cowling: Handbook of Australian, New Zealand & Antarctic Birds: Volume 7 Boatbill to Starlings, Part A: Boatbill to Larks. S. 645.
7. ↑  Higgins, Peter & Cowling: Handbook of Australian, New Zealand & Antarctic Birds: Volume 7 Boatbill to Starlings, Part A: Boatbill to Larks. S. 648.
8. 1 2  Higgins, Peter & Cowling: Handbook of Australian, New Zealand & Antarctic Birds: Volume 7 Boatbill to Starlings, Part A: Boatbill to Larks. S. 647.
9. ↑  Higgins, Peter & Cowling: Handbook of Australian, New Zealand & Antarctic Birds: Volume 7 Boatbill to Starlings, Part A: Boatbill to Larks. S. 650.
10. ↑  Higgins, Peter & Cowling: Handbook of Australian, New Zealand & Antarctic Birds: Volume 7 Boatbill to Starlings, Part A: Boatbill to Larks. S. 638.